# 관위
관위(官位)는 고구려, 백제, 신라 삼국에서 신분의 서열을 나타내기 위해 제정된 계급을 말하며, 일본의 역사에서 관위(일본어: 官位)는 사람이 오르는 관직과 사람의 신분을 구분지어 나타내는 서열인 위계를 총칭하여 뜻한다. 덧붙여, 중국의 역사에서는 관위(官位)라는 용어는 사용하지 않았다.